# Compsosoma geayi
Compsosoma geayi är en skalbaggsart som beskrevs av Pierre Émile Gounelle 1908. Compsosoma geayi ingår i släktet Compsosoma och familjen långhorningar. Inga underarter finns listade i Catalogue of Life.